# Петухов Юрій Олександрович
Юрій Олександрович Петухов (рос. Юрий Александрович Петухов; нар. 19 лютого 1960, Мінськ, Білоруська РСР) — радянський та білоруський футболіст, воротар; згодом — футбольний тренер.

## Кар'єра гравця
Вихованець спортивної дитячо-юнацької школи олімпійського резерву (СДЮШОР-5) з Мінська. Перший тренер — В'ячеслав Миколайович Автушко.
Після закінчення спортшколи в дубль мінського «Динамо» не потрапив і поступив на стаціонар географічного факультету Білоруського державного університету. Грав в університетській команді, де його помітив білоруський тренер Геннадій Глєб. Незабаром він його запросив грати за мінське «Торпедо» в чемпіонаті БРСР, а через рік дав добро на перехід в «Спартак» (Семипалатинськ). У Казахстані провів 2 роки, після чого отримав запрошення переїхати до Харкова, до клубу вищої ліги «Металіст».
У харківському клубі провів 3 сезони, однак зіграв за основний склад лише 3 гри. Основну частину часу він значився у фарм-клубі «Металіста» «Маяку», де він «проходив» службу в армії. Проте, одна з 3-ох ігор, проведених у вищій лізі, стала для Пєтухова історичною — саме в його ворота в 1985 році забив свій ювілейний, 200-й м'яч у вищій лізі, Олег Блохін.
У другій половині 80-х грав за Дніпро (Могильов), де був капітаном команди. У 1990 олці грав за «Согдіана».
Закінчував кар'єру гравця в Словаччині в клубі «Локомотив» (Кошице), з яким уклав контракт на 2,5 року. Однак в підсумку відіграв тільки 1,5 року — після травми коліна й видалення 2-го меніска, вирішив завершити виступи. У Словаччині залишався ще на два роки, працював у комерційній сфері, після чого в 1994 році повернувся до Мінська.

## Тренерська діяльність
У 1995 зайнявся тренерською роботою, спеціалізується на підготовці воротарів.
У 1995—1996 роках працював у клубі «Атака» (Мінськ), у 1997—2004 роках — у БАТЕ. При цьому відновив виступи — грав у міні-футбольній команді «Вераса» (Несвіж), з яким став володарем Кубка і бронзовим призером чемпіонату Білорусі з міні-футболу.
З 2006 року — в Росії, тренував воротарів клубів «Москва» і ФК «Хімкі». У 2010 працював у ЦПЮФ «Москва» ім. Валерія Вороніна, в 2011 році — з дублем московського «Локомотива».
Чотири роки працював з голкіперами національних збірних Білорусі: у 2004 і 2005 роках — молодіжної, в 2006 і 2007 роках — головної національної команди.
Серед його вихованців — Юрій Жевнов, Антон Амельченко, Василь Хомутовський.
Син Олександр — професіональний футболіст, воротар.